# Gmina Lutowiska
Die Gmina Lutowiska ist eine Landgemeinde im Powiat Bieszczadzki der Woiwodschaft Karpatenvorland in Polen. Ihr Sitz ist das gleichnamige Dorf mit etwa 750 Einwohnern.

## Geographie
Die Landgemeinde gehört mit 476 km² Fläche zu den größten Gemeinden des Landes, davon sind 82 Prozent bewaldet. Sie liegt im Tal des San am Nordrand der Bieszczady (Beskiden), einem Mittelgebirgsrücken des Karpatenbogens. Teile ihres Gebiets gehören zum 1973 gegründeten Bieszczady-Nationalpark.

## Geschichte
Von 1944 bis 1951 war das Gebiet Teil der Sowjetunion und hieß Schewtschenko/Шевченко. Im Rahmen eines großen Gebietsaustausches wurde es an Polen zurückgegeben. Die Gemeinde trug dann bis 1957 den Namen Gmina Szewczenko.

## Gliederung
Die Landgemeinde hat 2200 Einwohner und gliedert sich in sieben Dörfer mit Schulzenämtern:
Chmiel, Dwernik, Lutowiska, Smolnik, Stuposiany, Ustrzyki Górne mit Wołosate und Zatwarnica.

## Wirtschaft
Die Verwaltung des Nationalparks befindet sich in Ustrzyki Górne. Besonderer Wert wird auf Umweltbildung und die Entwicklung eines nachhaltigen Tourismus gelegt. Seit 1973 entstanden Fremdenverkehrsorte mit zahlreichen Beherbergungsquartieren. Im Gebiet der Gemeinde Lutowiska bestehen zwölf Naturlehrpfad und daneben Wander-, Reit- und Radwege. Ein Schilift dient dem Wintersport. Wanderziele sind die Hochalmen und Gipfel der Beskiden. Im oberen Santal befindet sich auch ein Gestüt zur Zucht von Huzulen-Pferden.

## Sehenswürdigkeiten und Natur
- Bieszczady-Nationalpark
- Jüdischer Friedhof von Lutowiska
- Orthodoxe Kirche von 1791 in Smolnik
- Katholische Kirche St. Stanislaus in Lutowiska, 1911–1923 errichtet.